# Worcester Castle
Worcester Castle var en normannisk fæstning, der blev opført mellem 1068 og 1069 i Worcester, England af Urse d'Abetot på vegne af Vilhelm Erobreren. Fæstningen var et motte-and-bailey-anlæg, der lå på sydsiden af den gamle angelsaksiske by, og som gik ind på området med Worcester Cathedral. De kongelige borge var ejet af kongen og vedligeholdt på kongens vegne af udnævnte officerer. På Worcester Castle gik denne opgave i arv i den lokale Beauchamp-familie, der gav dem permanent kontrol over borgen og en anseelig magt i byen. Borgen spillede en vigtig rolle i krige i 1100- og 1200-tallet inklusive anarkiet og den første baronkrig.
I 1217 besluttede Henrik 3.s regering at bryde Beauchamps' magt og reducerede borgen militære funktion ved at give baileyen tilbage til katedralen. Uden en intakt bailey var borgen ikke længere en stærk fæstning, men den spillede dog en lille rolle i den anden baronkrig i 1260'erne.
Der var blevet opført et fængsel på borgen i 1200-tallet og det blev fortsat brugt som fængsel helt op i 1800-tallet, hvor der blev opført et nyt fængsel på nordsiden af Worcester.
Motten blev langsom ødelagt iellem 1823 og 1846. 
I dag er der intet tilbage af Worcester Castle med undtagelse af Edgar's Tower, der var portbygningen til katedralen, som blev opført oven på stedet for den tidligere indgangsbygning til borgen.